# Agnes Smedley
Agnes Smedley (Campground, Missouri, 23 de febrer de 1892-Oxford, Regne Unit, 6 de maig de 1950) fou una periodista, escriptora i feminista americana coneguda per ser autora d'una sèrie d'articles i llibres centrats en les seves experiències a la Xina durant el creixement del comunisme xinès.